# Преференција
Преференција је наклоност према некоме или нечему, давање првенства, а често и повластице. То је процес избора једне или више могућности при чему је несумњив утицај сложених психолошких процеса са преовлађујућим емоционалним ставовима. Преференција може бити под утицајем других социјално релевантних или пожељних особина.